# Aklavik
Aklavik (Akłarvik, Inuktitut „Ort, wo Bären gejagt werden“) ist eine Gemeinde in den Nordwest-Territorien (Kanada) mit 572 Einwohnern (Stand 2021), die hauptsächlich von den Gwich'in und den Inuvialuit bewohnt wird. Sie liegt nördlich des Polarkreises, etwa 55 km westlich von Inuvik am Mackenzie-Delta. Die Gemeinde ist von Inuvik in den Wintermonaten nur durch die sogenannten „Ice Bridges“ und durch die Luft zu erreichen.
Neben Englisch werden in Aklavik auch einheimische Sprachen wie Gwich'in, Inuktitut und Inuvialuktun gesprochen. Insgesamt zählen sich 91,6 % der Einwohner zur indigenen Bevölkerung. 24,3 % der Bewohner gehören zu den First Nations, 4,7 % sind Métis, und 59,8 % sind Inuit.
Das zum Netzwerk Universität der Arktis gehörende Aurora College verfügt über ein Community Learning Center in Aklavik, das Bildungsmöglichkeiten für alle Altersgruppen bieten soll.
Da Aklavik immer wieder mit Überflutungen und Erosion zu kämpfen hatte, wurde der Ort 1961 zu Gunsten von Inuvik als Verwaltungszentrum der Territorialregierung aufgegeben.

## Persönlichkeiten
- Roger Allen (* 1952), Skilangläufer
- Ernie Lennie (* 1953), Skilangläufer

## Bauwerke
- Flughafen Aklavik Freddie Carmichael